# Pier Alma

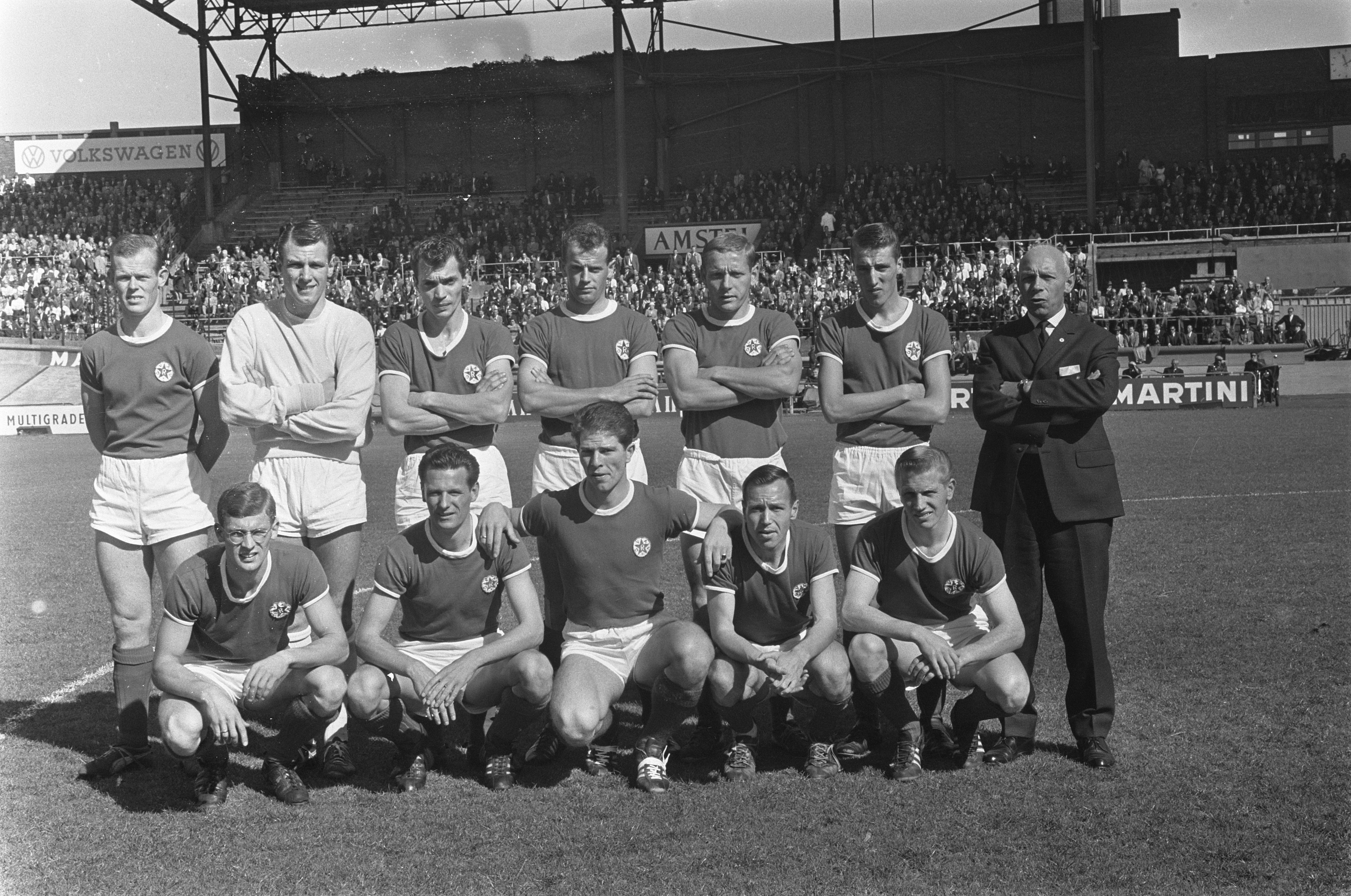
Pier Alma, knielend 2e van rechts, in het elftal van GVAV (1964)

Albert Alma, bijgenaamd Pier of Pierke, (Harkema-Opeinde, 11 augustus 1939 – Leeuwarden, 6 oktober 2000) was een Nederlands voetballer. Hij kwam onder andere uit voor GVAV en SC Cambuur. Alma werd beschouwd als het grootste Friese voetbaltalent sinds Abe Lenstra. Hij speelde in de aanval en op het middenveld.
Alma maakte op veertienjarige leeftijd zijn debuut in het eerste elftal van amateurvereniging VV Harkema-Opeinde. Hij scoorde direct drie keer en behoedde zijn team dat jaar voor degradatie uit de Tweede klasse. In deze periode kreeg hij zijn bijnaam Pier. Hij vertrok op zijn vijftiende naar Leeuwarden. Op 17 februari 1957 maakte hij als rechtsbuiten zijn debuut in de Tweede divisie in een wedstrijd tegen Be Quick. Het seizoen 1956/57 werd afgesloten met het kampioenschap en promotie naar de Eerste divisie.
Tot 1962 kwam Alma uit voor Leeuwarden. Hoogtepunt was een halve finale in de KNVB beker 1960/61 in juni 1961 tegen Ajax. Op neutraal terrein in Alkmaar was de uitslag 7–4 voor Ajax, na een 4–4 stand twintig minuten voor tijd. Alma scoorde één doelpunt, Henny Weering de overige drie van Leeuwarden. Weering en Alma werden in 1962 aangetrokken door Eredivisionist GVAV uit Groningen. Alma was inmiddels uitgekomen voor de meeste vertegenwoordigende KNVB-elftallen, inclusief Jong Oranje en Nederland-B, maar het Nederlands elftal zou hij nooit halen. Bij GVAV speelde hij rechts- of linksbinnen. In 1965 keerde hij terug naar Leeuwarden, waar inmiddels SC Cambuur in de plaats was gekomen voor vv Leeuwarden.
Pier Alma speelde tot zijn afscheid in 1971 voor Cambuur in de Eerste divisie. Vanaf seizoen 1968/69 was hij tevens aanvoerder. In zijn laatste seizoen kampte hij met verschillende blessures. Na zijn afscheid werd hij bestuurslid van SC Cambuur. Toen hij vanaf 1972 voor amateurvereniging FVC ging uitkomen, legde hij zijn bestuurlijke functies bij de eerstedivisionist neer. Na het kampioenschap in de Derde klasse in 1976 met FVC nam Alma definitief afscheid van de voetbalvelden. Met onder anderen Johan Derksen en Henny Weering kwam hij later dat jaar uit voor het team Noord-Nederland in de Mini-voetbalshow. Ook was hij jeugdtrainer bij FVC.
Naast en na zijn actieve voetballoopbaan was Alma rijksambtenaar bij de Belastingdienst. Hij was in verschillende perioden en verschillende functies actief voor Cambuur. Zijn zoon Frans Alma speelde in de jaren tachtig enige tijd voor Cambuur. In 2000 overleed Alma op 61-jarige leeftijd na een langdurig ziekbed.

## Carrièrestatistieken
| Seizoen         | Club            | Land            | Competitie       | Competitie | Competitie | Beker | Beker | Internationaal | Internationaal | Overig | Overig | Totaal | Totaal |
| Seizoen         | Club            | Land            | Competitie       | Wed.       | Dlp.       | Wed.  | Dlp.  | Wed.           | Dlp.           | Wed.   | Dlp.   | Wed.   | Dlp.   |
| --------------- | --------------- | --------------- | ---------------- | ---------- | ---------- | ----- | ----- | -------------- | -------------- | ------ | ------ | ------ | ------ |
| 1956/57         | Leeuwarden      | Nederland       | Tweede divisie A | 10         | 3          | 1     | 0     | 0              | 0              | –      | –      | 11     | 3      |
| 1957/58         | Leeuwarden      | Nederland       | Eerste divisie B | 29         | 9          | 3     | 1     | 0              | 0              | –      | –      | 32     | 10     |
| 1958/59         | Leeuwarden      | Nederland       | Eerste divisie A | 28         | 9          | 2     | 0     | 0              | 0              | –      | –      | 30     | 9      |
| 1959/60         | Leeuwarden      | Nederland       | Eerste divisie B | 25         | 10         | –     | –     | 0              | 0              | –      | –      | 25     | 10     |
| 1960/61         | Leeuwarden      | Nederland       | Eerste divisie A | 32         | 11         | 7     | 3     | 0              | 0              | –      | –      | 39     | 14     |
| 1961/62         | Leeuwarden      | Nederland       | Eerste divisie A | 31         | 3          | 1     | 0     | 0              | 0              | –      | –      | 32     | 3      |
| 1962/63         | GVAV            | Nederland       | Eredivisie       | 26         | 4          | 1     | 0     | 0              | 0              | –      | –      | 27     | 4      |
| 1963/64         | GVAV            | Nederland       | Eredivisie       | 28         | 1          | 0     | 0     | 0              | 0              | –      | –      | 28     | 1      |
| 1964/65         | GVAV            | Nederland       | Eredivisie       | 29         | 9          | 2     | 0     | 0              | 0              | –      | –      | 31     | 9      |
| 1965/66         | SC Cambuur      | Nederland       | Eerste divisie   | 20         | 4          | 3     | 1     | 0              | 0              | –      | –      | 23     | 5      |
| 1966/67         | SC Cambuur      | Nederland       | Eerste divisie   | 36         | 5          | 1     | 0     | 0              | 0              | –      | –      | 37     | 5      |
| 1967/68         | SC Cambuur      | Nederland       | Eerste divisie   | 34         | 4          | 3     | 1     | 0              | 0              | –      | –      | 37     | 5      |
| 1968/69         | SC Cambuur      | Nederland       | Eerste divisie   | 33         | 4          | 1     | 0     | 0              | 0              | –      | –      | 34     | 4      |
| 1969/70         | SC Cambuur      | Nederland       | Eerste divisie   | 29         | 2          | 1     | 0     | 0              | 0              | –      | –      | 30     | 2      |
| 1970/71         | SC Cambuur      | Nederland       | Eerste divisie   | 21         | 4          | 2     | 1     | 0              | 0              | –      | –      | 23     | 5      |
| Carrière totaal | Carrière totaal | Carrière totaal | Carrière totaal  | 411        | 82         | 28    | 7     | 0              | 0              | 0      | 0      | 439    | 89     |

## Erelijst
Leeuwarden
| Nationaal      |    |         |
| Tweede divisie | 1x | 1956/57 |